# Mondon
Mondon ist eine französische Gemeinde mit 79 Einwohnern (Stand: 1. Januar 2022) im Département Doubs in der Region Bourgogne-Franche-Comté.

## Geographie
Mondon liegt auf 350 m, elf Kilometer nordnordwestlich von Baume-les-Dames und etwa 32 Kilometer nordöstlich der Stadt Besançon (Luftlinie). Das Dorf erstreckt sich an aussichtsreicher Lage an einem nach Westen geneigten Hang der Höhen des Mont Adam, in der gewellten Landschaft im äußersten Nordwesten des Département Doubs.
Die Fläche des4,50 km² großen Gemeindegebiets umfasst einen Abschnitt der hügeligen Landschaft zwischen den Flusstälern von Doubs und Ognon. Der Hauptteil des Gebietes wird von einem Plateau eingenommen, das durchschnittlich auf 300 m liegt. Es ist vorwiegend von Acker- und Wiesland bestanden, zeigt aber insbesondere im Norden auch größere Waldflächen (Bois Grand Juif). Entwässert wird das Plateau nach Nordwesten zum Ognon. Nach Südosten erstreckt sich das Gemeindeareal über einen Steilhang bis auf die bewaldete Höhe Sur le Mont, auf der mit 417 m die höchste Erhebung von Mondon erreicht wird und die nach Osten zum Mont Adam überleitet.
Nachbargemeinden von Mondon sind Montagney-Servigney im Norden, Rougemont im Osten, Puessans im Süden sowie Montussaint im Westen.

## Geschichte
Im Mittelalter gehörte Mondon zur Herrschaft Rougemont. Seit dem Jahr 1300 ist die Kirche erwähnt. Zusammen mit der Franche-Comté gelangte das Dorf mit dem Frieden von Nimwegen 1678 definitiv an Frankreich.

## Sehenswürdigkeiten
Die Kirche Saint-Pierre-et-Paul geht ursprünglich auf das frühe 14. Jahrhundert zurück. Aus dieser Zeit ist der Vorraum erhalten; das Schiff und der Chorraum stammen aus dem 15. Jahrhundert sowie die Seitenkapelle aus dem 16. Jahrhundert. Der Ortskern ist geprägt durch zahlreiche Häuser aus dem 16. und 17. Jahrhundert.
|  |  |

## Bevölkerung
| Jahr                       | 1962 | 1968 | 1975 | 1982 | 1990 | 1999 | 2006 | 2016 |
| Einwohner                  | 94   | 89   | 69   | 67   | 77   | 75   | 76   | 95   |
| Quellen: Cassini und INSEE |      |      |      |      |      |      |      |      |

Mit 79 Einwohnern (Stand 1. Januar 2022) gehört Mondon zu den kleinsten Gemeinden des Départements Doubs. Nachdem die Einwohnerzahl in der ersten Hälfte des 20. Jahrhunderts markant abgenommen hatte (1896 wurden noch 200 Personen gezählt), wurden seit Mitte der 1970er Jahre nur noch geringe Schwankungen verzeichnet.

## Wirtschaft und Infrastruktur
Mondon war bis weit ins 20. Jahrhundert hinein ein vorwiegend durch die Landwirtschaft (Ackerbau, Obstbau und Viehzucht) und die Forstwirtschaft geprägtes Dorf. Noch heute leben die Bewohner zur Hauptsache von der Tätigkeit im ersten Sektor. Außerhalb des primären Sektors gibt es nur wenige Arbeitsplätze im Dorf. Einige Erwerbstätige sind auch Wegpendler, die in den umliegenden größeren Ortschaften ihrer Arbeit nachgehen.
Die Ortschaft liegt abseits der größeren Durchgangsstraßen an einer Departementsstraße, die von Besançon nach Rougemont führt. Der nächste Anschluss an die Autobahn A36 befindet sich in einer Entfernung von ungefähr 18 Kilometern. Weitere Straßenverbindungen bestehen mit Servigney und Morchamps.